# Estrets danesos
|  | Per a l'estret entre Islàndia i Groenlàndia vegeu Estret de Dinamarca |

Els estrets danesos són el conjunt d'estret que permeten connectar la mar Bàltica amb el mar del Nord. En danès reben el nom de sund o de bælt. Aquest conjunt d'estrets ha estat utilitzat a partir del segle xx per a construir estructures destinades a la circulació rodada, ponts i túnels. Entre els ponts es pot destacar el pont de l'Oresund (Øresundsforbindelsen) que uneix Sjælland amb la regió sueca d'Escània, el pont del Gran Belt (Storebæltsforbindelsen) que connecta Sjælland amb Fiònia i el pont del Petit Belt que connecta Fiònia amb la península de Jutlàndia.
Els tres principals són:
- Øresund (Öresund en suec): entre l'illa de Sjælland a Dinamarca i Suècia
- Gran Belt (en danès Storebælt): Entre les illes daneses de Sjælland i de Fiònia
- Petit Belt (en danès Lillebælt): entre l'illa de Fiònia i la península de Jutlàndia

Els tres donen accés des del Bàltic als estrets del Kattegat i del Skagerrak.
Llista dels estrets classificats per illes:
- Als
  - Als Sund: entre l'illa d'Als i la península de Jutlàndia, comunica el Fiord d'Als amb el de Flensborg
- Fehmarn (illa d'Alemanya)
  - Estret de Fehmarn: entre l'illa i el continent
  - Estret de Femern (en danès Femern Bælt): entre l'illa de Fehmarn i la danesa de Lolland
- Fiònia
  - Petit Belt (el Middelfart Sund en seria una part)
  - Gran Belt
- Langeland
  - Langelands Bælt:[1] entre les illes de Langeland i Lolland
  - Siø Sund: pren el nom de la petita illa de Siø, separa l'illa de Langeland de la de Tåsinge.
  - Svendborg Sund: entre les illes de Fiònia i de Tåsinge
- Lolland
  - Guldborgsund: entre les illes de Lolland i Falster
  - Fehmarnbelt
  - Langelandsbælt
- Sjælland
  - Øresund
  - Gran Belt